# Greatest!
Greatest! es una complicación de las mejores canciones de Johnny Cash en el sello Sun Records desde sus inicios en 1955 a 1958.

## Canciones
1. Goodbye Little Darlin' - 2:20
2. I Just Thought You'd Like To Know - 2:25
3. You Tell Me - 1:23
4. Its Just About Time - 2:10
5. I Forget To Remember To Forget - 1:56
6. Katy Too - 2:00
7. Thanks A Lot - 2:41
8. Luther Played The Boogie - 2:10
9. You Win Again - 2:20
10. Hey Good Lookin' - 1:45
11. I Could Never Be Ashamed Of You - 2:16
12. Get Rhythm - 2:17
13. Fool Hall Of Fame
14. I Forget To Remember To Forget
15. Hey Good Lookin'
16. Rock And Roll Ruby